# Berezan' (città)
Berezan' (in ucraino Березань?; in russo Березань?) è una città ucraina (16 047 abitanti), nel distretto di Brovary, nell'oblast' di Kiev. Ospita l'amministrazione della comunità territoriale di Berezan', una delle comunità territoriali dell'Ucraina.
Fino al 18 luglio 2020 Berezan' costituiva una città di rilevanza regionale e fungeva da centro amministrativo del distretto di Berezan', sebbene non appartenesse al distretto. Come parte della riforma amministrativa dell'Ucraina, che ha ridotto a sette il numero di distretti dell'oblast' di Kiev la città è stata integrata nel distretto di Brovary.